# Споменик Бори Вукмировићу и Рамизу Садику
Споменик Бори Вукмировићу и Рамизу Садику се налазио на месту где су 10. априла 1943. године убијени народни хероји Боро Вукмировић и Рамиз Садику, у селу Ландовици код Призрена. Због своје заједничке борбе против окупатора и погибије, секретари Обласног комитета Комунистичке партије Југославије постали су временом симбол народноослободилачке борбе Косова и Метохије. Споменик је уклоњен 1999. године, након завршетка Рата на Косову и на његово место је постављен нови споменик палим борцима Ослободилачке војске Косова.
Споменик је урађен у облику обелиска са мозаиком и спомен-чесмом. Подигнут је 30. новембра 1963. године, а аутори су архитекта М. Пецић, скулптор Светомир Арсић-Басара и сликар Х. Ћатовић. Око споменика налазио се Спомен Парк са спомен-чесмом. Спомен-парк са спомеником је проглашен за непокретно културно добро као споменик културе.

## Основ за упис у регистар
- За споменик: Решење Покрајинског завода за заштиту споменика културе у Приштини, бр. 931 од 15. 12. 1967. г. Закон о заштити споменика културе (Сл. гласник СРС бр. 3/66).
- За спомен парк са спомеником: Решење Завода за урбанизам и заштиту споменика културе и природе општине Призрен, бр 621 од 28. 5. 1968. г. Закон о заштити споменика културе (Сл. гласник СРС бр. 3/66).